# Alpaida veniliae
Alpaida veniliae este o specie de păianjeni din genul Alpaida, familia Araneidae. A fost descrisă pentru prima dată de Keyserling, 1865. Conform Catalogue of Life specia Alpaida veniliae nu are subspecii cunoscute.